# Бленим (Јужна Каролина)
Бленим (енгл. Blenheim) град је у америчкој савезној држави Јужна Каролина.

## Демографија
По попису из 2010. године број становника је 154, што је 17 (12,4%) становника више него 2000. године.
| Група             | 2000.      | 2010.      |
| Белци             | 59 (43,1%) | 87 (56,5%) |
| Афроамериканци    | 75 (54,7%) | 58 (37,7%) |
| Азијати           | 0 (0,0%)   | 0 (0,0%)   |
| Хиспаноамериканци | 0 (0,0%)   | 0 (0,0%)   |
| Укупно            | 137        | 154        |